# Протокол Ву — Лама
Протокол Ву — Лама — протокол аутентификации и обмена ключами. Как и в случае протокола DASS промежуточная сторона — Трент — поддерживает базу данных всех ключей.

## Симметричный вариант протокола
Протокол был описан Томасом Ву и Саймоном Ламом в 1992 году.
Алиса отправляет Бобу свой идентификатор:
{\displaystyle (1)\ Alice\to \{A\}\to Bob}
Боб отправляет Алисе случайное число:
{\displaystyle (2)\ Bob\to \{R_{B}\}\to Alice}
Алиса отправляет Бобу это число, зашифровав его на общем ключе её и Трента:
{\displaystyle (3)\ Alice\to \{E_{K_{A}}(R_{B})\}\to Bob}
Боб отправляет Тренту сообщение, зашифрованное на его с Трентом ключе, в котором содержатся идентификатор Алисы и её сообщение, полученное Бобом на 3-м проходе:
{\displaystyle (4)\ Bob\to \{E_{K_{B}}(A,E_{K_{A}}(R_{B}))\}\to Trent}
Трент расшифровывает сообщение ключом Алисы, зашифровывает ключом Боба и отправляет ему:
{\displaystyle (5)\ Trent\to \{E_{K_{B}}(R_{B})\}\to Bob}

## Асимметричный вариант протокола
Алиса отправляет Тренту сообщение со своим идентификатором и Боба:
{\displaystyle Alice\to \left\{A,B\right\}\to Trent}
Трент отправляет Алисе открытый ключ Боба, подписав его своим закрытым ключом:
{\displaystyle Trent\to \left\{S_{T}\left(K_{B}\right)\right\}\to Alice}
Алиса проверяет подпись, после чего отправляет Бобу свой идентификатор и некоторое случайное число, зашифровав их открытым ключом Боба
{\displaystyle Alice\to \left\{E_{K_{B}}\left(A,R_{A}\right)\right\}\to Bob}
Боб отправляет Тренту свой идентификатор и идентификатор Алисы, а также случайное число Алисы, зашифрованное открытым ключом Трента:
{\displaystyle Bob\to \left\{A,B,E_{K_{T}}\left(R_{A}\right)\right\}\to Trent}
Трент отправляет Бобу два сообщения. В первом содержится открытый ключ Алисы, подписанный ключом Трента. Во втором — случайное число Алисы, случайный сеансовый ключ и идентификаторы Боба и Алисы. Второе сообщение подписывается ключом Трента и шифруется открытым ключом Боба:
{\displaystyle Trent\to \left\{S_{T}\left(K_{A}\right),E_{K_{B}}\left(S_{T}\left(R_{A},K,A,B\right)\right)\right\}\to Bob}
Боб проверяет подлинность сообщений с помощью открытого ключа Трента. После этого он посылает Алисе вторую часть сообщения от Трента (вместе с его подписью), дополнив его своим случайным числом и зашифровав открытым ключом Алисы:
{\displaystyle Bob\to \left\{E_{K_{A}}\left(S_{T}\left(R_{A},K,A,B\right),R_{B}\right)\right\}\to Alice}
Алиса проверяет подпись Трента и совпадение своего случайного числа. После этого отсылает Бобу его случайное число, зашифровав его сеансовым ключом:
{\displaystyle Alice\to \left\{E_{K}\left(R_{B}\right)\right\}\to Bob}
Боб расшифровывает число и убеждается, что оно не изменилось.

## Протокол взаимной аутентификации и распределения ключей
Этот протокол, основанный на симметричной криптографии, был описан Ву и Ламом в 1994 году.
Алиса генерирует случайное число {\displaystyle R_{A}} и отправляет Бобу свой идентификатор и это число:
{\displaystyle (1)\ Alice\to \{A,R_{A}\}\to Bob}
Боб тоже генерирует случайное число {\displaystyle R_{B}} и отправляет Алисе свой идентификатор и это число:
{\displaystyle (2)\ Bob\to \{B,R_{B}\}\to Alice}
Алиса отправляет Бобу свой и его идентификаторы и случайные числа, зашифровав сообщение на общем ключе её и Трента:
{\displaystyle (3)\ Alice\to \{E_{K_{A}}(A,B,R_{A},R_{B})\}\to Bob}
Боб отправляет Тренту два сообщения. Первое — это сообщение, полученное от Алисы. Второе — та же информация, что и в сообщении от Алисы (оба идентификатора и случайных числа), но зашифрованная на его с Трентом ключе:
{\displaystyle (4)\ Bob\to \{E_{K_{A}}(A,B,R_{A},R_{B}),E_{K_{B}}(A,B,R_{A},R_{B})\}\to Trent}
Трент расшифровывает сообщения от Боба, узнаёт идентификаторы и случайные числа участников, после чего генерирует сессионный ключ {\displaystyle K} и отправляет Бобу два сообщения. В первом сообщении содержатся идентификатор Боба, оба случайных числа и сессионный ключ, зашифрованные на ключе Алисы. Во втором сообщении содержатся идентификатор Алисы, оба случайных числа и сессионный ключ, зашифрованные на ключе Боба:
{\displaystyle (5)\ Trent\to \{E_{K_{A}}(B,R_{A},R_{B},K),E_{K_{B}}(A,R_{A},R_{B},K)\}\to Bob}
Боб отправляет Алисе два сообщения. Первое — это первое сообщение, полученное на предыдущем проходе от Трента. Второе — оба случайных числа ({\displaystyle R_{A}} и {\displaystyle R_{B}}), зашифрованные на сессионном ключе:
{\displaystyle (6)\ Bob\to \{E_{K_{A}}(B,R_{A},R_{B},K),E_{K}(R_{A},R_{B})\}\to Alice}
Алиса расшифровывает первое сообщение, получает ключ {\displaystyle K}, расшифровывает второе сообщение и отправляет Бобу его случайное число:
{\displaystyle (7)\ Alice\to \{E_{K}(R_{B})\}\to Bob}

## Атаки на протокол

### Атака на симметричный вариант протокола
На симметричный вариант протокола Ву-Лама существует атака с помощью параллельного сеанса, описанная Абади и Нидхемом.
Мэллори является пользователем системы и имеет общий ключ с Трентом. Также ей требуется блокировать все сообщения, посланные Алисе, то есть Мэллори должна быть активным криптоаналитиком.
Мэллори начинает два сеанса — один от имени Алисы и один от своего имени — и отправляет Бобу два сообщения:
{\displaystyle (1)\ Mallory\ (Alice)\to \{A\}\to Bob}
{\displaystyle (1')\ Mallory\to \{M\}\to Bob}
Боб думает, что с ним хотят связаться Алиса и Мэллори, и отправляет каждой своё случайное число:
{\displaystyle (2)\ Bob\to \{R_{B}\}\to Mallory\ (Alice)}
{\displaystyle (2')\ Bob\to \{R_{B}'\}\to Mallory}
Мэллори игнорирует своё случайное число и в обоих сеансах отправляет Бобу одно и то же сообщение — случайное число {\displaystyle R_{B}}, предназначенное Алисе, зашифрованное на общем ключе Мэллори и Трента {\displaystyle K_{M}}:
{\displaystyle (3)\ Mallory\ (Alice)\to \{E_{K_{M}}(R_{B})\}\to Bob}
{\displaystyle (3')\ Mallory\to \{E_{K_{M}}(R_{B})\}\to Bob}
Боб, следуя инструкциям протокола и не сравнивая сообщения между собой, пересылает их Тренту, добавив идентификаторы и зашифровав на их общем ключе {\displaystyle K_{B}}:
{\displaystyle (4)\ Bob\to \{E_{K_{B}}(A,E_{K_{M}}(R_{B})\}\to Trent}
{\displaystyle (4')\ Bob\to \{E_{K_{B}}(M,E_{K_{M}}(R_{B})\}\to Trent}
Трент в каждом сеансе расшифровывает сообщение с помощью ключа того участника, идентификатор которого он получил. Так как в первом сеансе он получил идентификатор Алисы, а число {\displaystyle R_{B}} было зашифровано на ключе Мэллори {\displaystyle K_{M}}, при расшифровке получится другое число («мусор»).
{\displaystyle (5)\ Trent\to \{{\text{''Мусор''}}\}\to Bob}
{\displaystyle (5')\ Trent\to \{E_{K_{B}}(R_{B})\}\to Bob}
Боб видит в одном из последних сообщений случайное число {\displaystyle R_{B}}, которое он посылал Алисе (как он думает), а в другом — мусор. Из-за этого Боб считает, что он установил связь с Алисой, хотя Алиса вообще не участвовала в обмене сообщениями.
Последовательность сеансов в данном случае не важна — атака будет развиваться точно также.
Абади и Нидхем предложили защиту от этой атаки: в сообщение 5-го прохода Трент должен включить идентификатор Алисы. В этом случае Боб при получении идентификатора Мэллори и случайного числа {\displaystyle R_{B}} (которое он отправлял Алисе) отбросит такое сообщение, и атака сорвётся.

### Атака на протокол взаимной аутентификации
На этот вариант протокола также существует атака с помощью параллельного сеанса.
Пусть Алиса инициировала запрос на установление связи с Мэллори. Тогда Мэллори может инициировать параллельный сеанс связи с Алисой, установить связь в первом сеансе, а второй отложить. После этого через некоторое время (даже после завершения первого сеанса) продолжить установление связи во втором сеансе и заставить Алису принять старый сессионный ключ (тот, что использовался в первом сеансе). Также ей требуется блокировать сообщение, посланные Трентом Алисе, то есть Мэллори должна быть активным криптоаналитиком.
Алиса начинает сеанс связи с Мэллори. Мэллори в ответ начинает сеанс связи с Алисой, отправляя ей то же случайное число, которое она получила:
{\displaystyle (1)\ Alice\to \{A,R_{A}\}\to Mallory}
{\displaystyle (1')\ Mallory\to \{M,R_{A}\}\to Alice}
После этого Мэллори дожидается, пока Алиса ответит на её сообщение из второго сеанса, достаёт из него случайное число и вставляет его в сообщение Алисе в первом сеансе.
{\displaystyle (2')\ Alice\to \{A,R_{A'}\}\to Mallory}
{\displaystyle (2)\ Mallory\to \{M,R_{A'}\}\to Alice}
После этого Алиса и Мэллори нормально завершают первый сеанс протокола:
{\displaystyle (3)\ Alice\to \{E_{K_{A}}(A,M,R_{A},R_{A'})\}\to Mallory}
{\displaystyle (4)\ Mallory\to \{E_{K_{A}}(A,M,R_{A},R_{A'}),E_{K_{M}}(A,M,R_{A},R_{A'})\}\to Trent}
{\displaystyle (5)\ Trent\to \{E_{K_{A}}(M,R_{A},R_{A'},K),E_{K_{M}}(A,R_{A},R_{A'},K)\}\to Mallory}
{\displaystyle (6)\ Mallory\to \{E_{K_{A}}(M,R_{A},R_{A'},K),E_{K}(R_{A},R_{A'})\}\to Alice}
{\displaystyle (7)\ Alice\to \{E_{K}{R_{A'}}\}\to Mallory}
Через некоторое время Мэллори продолжает установление второго сеанса связи:
{\displaystyle (3')\ Mallory\to \{E_{K_{M}}(M,A,R_{A},R_{A'})\}\to Alice}
Алиса отправляет серверу сообщение, которое Мэллори перехватывает и блокирует.
{\displaystyle (4')\ Alice\to \{E_{K_{M}}(M,A,R_{A},R_{A'}),E_{K_{A}}(M,A,R_{A},R_{A'})\}\to Mallory\ (Trent)}
Мэллори от имени сервера посылает Алисе сообщение со старым сессионным ключом, просто поменяв местами части сообщения из 5-го прохода первого сеанса.
{\displaystyle (5')\ Mallory\ (Trent)\to \{E_{K_{M}}(A,R_{A},R_{A'},K),E_{K_{A}}(M,R_{A},R_{A'},K)\}\to Alice}
После этого Алиса с Мэллори завершают установление соединения.
{\displaystyle (6')\ Alice\to \{E_{K_{M}}(A,R_{A},R_{A'},K),E_{K}(R_{A},R_{A'})\}\to Mallory}
{\displaystyle (7')\ Mallory\to \{E_{K}(R_{A'})\}\to Alice}